# برآورد (مدیریت پروژه)
برآورد (انگلیسی: Estimation) در مدیریت پروژه، پایه و اساس برنامه‌ریزی پروژه بشمار می‌آید و فرایندهای زیادی بمنظور کمک به مهندسین در راستای انجام برآوردی دقیق از پروژه، تعریف شده و توسعه می‌یابند.